# Timin
Timin ili 5-metiluracil pirimidinska je nukleobaza. Nalazi se u nukleinskoj kiselini DNK. U RNK-u timin zamjenjuje uracil u većini slučajeva. Timin gradi bazni par s adeninom. 
Povezan s deoksiribozom gradi nukleozid timidin. Timidin se može vezati s jednom, dvije ili tri grupe fosforne kiseline gradeći redom TMP, TDP ili TTP (timidin mono- di- ili trifosfat).